# Розгоньи, Дьёрдь
Дьёрдь Розгоньи (венг. Rozgonyi György, 1890 — 30 июня 1967) — венгерский фехтовальщик, призёр чемпионатов мира.

## Биография
Родился в 1890 году в Будапеште. В 1928 году принял участие в соревнованиях по фехтованию на шпагах на Олимпийских играх в Амстердаме, но неудачно. В 1929 году стал бронзовым призёром Международного первенства по фехтованию в Неаполе.
В 1937 году Международная федерация фехтования задним числом признала все проходившие ранее Международные первенства по фехтованию чемпионатами мира.